# ZASMIIN
ZASMIIN은 대한민국의 인디 록밴드이다. 2020년 싱글 《Drink》로 데뷔했다.

## 방송
- 그레이트 서울 인베이전 (2022) - Top45

## 음반
- Drink (2020)
- 나비 (2020)
- True Love (2020)
- I.F.L.Y. (2021)
- 점선 (2021)
- 내 맘대로 (2021)
- 거울 숲 연못에서 (2021)
- MILD (2021)
- 우리의 지난 일몰들 (2022)

### 더 피스
- THE PIECES-Ep.1 (2021)